# Adem Büyük
Adem Büyük (Hopa, 30 agosto 1987) è un ex calciatore turco, di ruolo attaccante.

## Carriera

### Club
Nella stagione 2012-2013 ha giocato 26 partite in massima serie con il Kasımpaşa.
Il 7 febbraio 2022 diventa allenatore ad interim dello Yeni Malatyaspor, squadra della quale è capitano e numero 10 dal 2020, anno nel quale è ritornato dopo aver passato una stagione al Galatasaray.

### Nazionale
Ha esordito in nazionale il 15 novembre 2013 nell'amichevole vinta per 1-0 sull'Irlanda del Nord.

## Palmarès

### Club

#### Competizioni nazionali
- Coppa di Turchia: 1

Beşiktaş: 2005-2006
- Supercoppa di Turchia: 1

Galatasaray: 2019